# Clytia exilis
Clytia exilis is een hydroïdpoliep uit de familie Campanulariidae. De poliep komt uit het geslacht Clytia. Clytia exilis werd in 1948 voor het eerst wetenschappelijk beschreven door Fraser. 